# 渡海元三郎
渡海元三郎（1915年3月13日—1985年5月2日），日本政治家，兵庫縣出身。1939年於京都帝國大學畢業。曾任建設大臣、自治大臣和曾根町町長。其子渡海纪三朗曾任日本文部科学大臣。